# Uroš Đurđević
Uroš Đurđević (Servisch: Урош Ђурђевић) (Belgrado, 2 maart 1994) is een Servisch-Montenegrijns voetballer die bij voorkeur als aanvaller speelt. Hij verruilde in augustus 2017 Olympiakos Piraeus voor Sporting Gijón. Đurđević kwam uit voor Servische jeugdelftallen, maar debuteerde in 2021 voor Montenegro.

## Carrière
Đurđević kwam in de jeugd uit voor Rode Ster Belgrado. Op zestienjarige leeftijd stapte de spits over naar het naburige OFK Beograd. Een jaar later belandde Đurđević bij FK Rad, waar hij op 28 augustus 2011 zijn debuut maakte in het eerste elftal. Een seizoen later brak de Serviër door. Met negen doelpunten in 23 wedstrijden kon hij rekenen op interesse van onder meer FK Partizan Belgrado, RSC Anderlecht, FC Groningen, Udinese Calcio en Parma FC.
Đurđević tekende in januari 2014 voor vierenhalf seizoen bij Vitesse. Hij maakte zijn debuut in het eerste elftal op 7 februari 2014, als invaller voor Lucas Piazón in een thuiswedstrijd tegen ADO Den Haag. Voor de Arnhemmers maakte hij zijn eerste doelpunt in een thuiswedstrijd tegen Ajax op 1 februari 2015. Đurđević speelde in anderhalf jaar 24 competitiewedstrijden voor Vitesse, maar wilde meer aan spelen toekomen. Daarom ontbonden Vitesse en hij in augustus 2015 in overleg zijn eigenlijk nog tot 2018 doorlopende contract.
Đurđević tekende in augustus 2015 een contract bij US Palermo en een jaar later ging hij naar FK Partizan.

## Clubstatistieken
| Seizoen         | Club              | Competitie                                    | Competitie | Competitie | Beker | Beker | Internationaal | Internationaal | Overig | Overig | Totaal | Totaal |
| Seizoen         | Club              | Competitie                                    | Duels      | Goals      | Duels | Goals | Duels          | Goals          | Duels  | Goals  | Duels  | Goals  |
| --------------- | ----------------- | --------------------------------------------- | ---------- | ---------- | ----- | ----- | -------------- | -------------- | ------ | ------ | ------ | ------ |
| 2011/12         | FK Rad            | Superliga                                     | 7          | 0          | 0     | 0     | 0              | 0              |        |        | 7      | 0      |
| 2012/13         | FK Rad            | Superliga                                     | 23         | 9          | 2     | 0     | —              | —              |        |        | 25     | 9      |
| 2013/14         | FK Rad            | Superliga                                     | 11         | 2          | 1     | 0     | —              | —              |        |        | 12     | 2      |
| 2013/14         | Vitesse           | Eredivisie                                    | 6          | 0          | 0     | 0     | 0              | 0              | 0      | 0      | 6      | 0      |
| 2014/15         | Vitesse           | Eredivisie                                    | 17         | 1          | 1     | 0     | —              | —              | 1      | 0      | 19     | 1      |
| 2015/16         | Vitesse           | Eredivisie                                    | 1          | 0          | 0     | 0     | 1              | 0              |        |        | 2      | 0      |
| 2015/16         | US Palermo        | Serie A                                       | 14         | 2          | 0     | 0     | 0              | 0              | 0      | 0      | 14     | 2      |
| 2016/17         | Partizan Belgrado | Superliga                                     | 29         | 24         | 5     | 4     | 0              | 0              | 0      | 0      | 34     | 28     |
| 2017/18         | Partizan Belgrado | Superliga                                     | 5          | 3          | 0     | 0     | 6              | 4              | 0      | 0      | 11     | 7      |
| 2017/18         | Olympiakos        | [[Super League (Griekenland)\| Super League]] | 19         | 4          | 6     | 3     | 5              | 0              | 0      | 0      | 30     | 7      |
| 2018/19         | Sporting Gijón    | LaLiga 2                                      | 38         | 11         | 2     | 1     | 0              | 0              | 0      | 0      | 40     | 12     |
| 2019/20         | Sporting Gijón    | LaLiga 2                                      | 37         | 6          | 0     | 0     | 0              | 0              | 0      | 0      | 37     | 6      |
| 2020/21         | Sporting Gijón    | LaLiga 2                                      | 39         | 22         | 2     | 0     | 0              | 0              | 0      | 0      | 41     | 22     |
| Carrière totaal | Carrière totaal   | Carrière totaal                               | 246        | 84         | 19    | 8     | 12             | 4              | 1      | 0      | 278    | 96     |

## Interlandcarrière
Đurđević is een voormalig Servisch jeugdinternational. In 2012 nam hij met Servië onder 19 jaar deel aan het Europees kampioenschap in Estland. Op 24 maart 2021 debuteerde hij in het Montenegrijns voetbalelftal in een WK-kwalificatieduel tegen Letland (1–2 winst). Hij stond die dag in de basis.

## Erelijst
| Europees kampioen -19 | 1x | 2013 |